# Hvorvarp
56°49′30.34″N 9°27′30.13″Ø / 56.8250944°N 9.4583694°Ø
Hvorvarp er en bebyggelse i Vesthimmerland der ligger mellem Aars og Hornum i Ulstrup Sogn. Postnummeret hører til Aars' 9600.
Bebyggelsen er centreret ved krydsene for vejene Hvorvarpvej, Jelstrupvej og Foldgangsvej.
Himmerlandsstien går forbi og krydser Hvorvarpvej og Foldgangsvej. Himmerlandsbanens nærmeste stationer for Hvorvarp har været enten Hornum Station eller Aars Station.
I Hvorvarp ligger håndværksvirksomheden Hvorvarp Tømrer-& Snedkerforretning ApS.
En tøjforretning med navnet Brudesalonen virkede frem til 2012 på Jelstrupvej.
Man finder en bondefamilie fra Hvorvarp nævnt i Johannes V. Jensens Himmerlandshistorie Pigen fra Hvorhvarp.